# قزل-آتا (شهرستان آلابقعه)
قزل-آتا (به لاتین: Kyzyl-Ata) یک منطقهٔ مسکونی در قرقیزستان است که در شهرستان آلابقعه واقع شده‌است. قزل-آتا ۲٬۰۶۴ نفر جمعیت دارد و ۱٬۲۷۱ متر بالاتر از سطح دریا واقع شده‌است.